# 尤利西斯的凝视
尤利西斯的凝视（To Vlemma Tou Odyssea）是安哲羅普洛斯拍攝的電影作品。该片被选为第68届奥斯卡奖最佳外语片的希腊参赛片，但没有获得提名。

## 主要情節
一名希臘裔美國電影工作者回到希臘故鄉，準備參加一部備受爭議的電影放映會，他此行真正的目的卻不在這場映演，而是一心想尋找阿爾巴尼亞馬那基(Manakis)兄弟在電影發明之初，在巴爾幹半島諸國遊歷並拍攝的三捲膠片。這些影片記錄了當時各地的人物與風俗，相傳也記錄了許多遊行示威、暴動的鏡頭，但這些電影膠片都已佚失。